# 苦木叉丝壳
苦木叉丝壳（学名：Microsphaera picrasmae）是属于白粉菌目白粉菌科叉丝壳属的一种真菌，寄生在苦木上。该种分布于中国、日本。